# 伊勢物語
《伊勢物語》（いせものがたり）是平安時代初期成立的歌物語。也稱作在五物語（在五が物語）、在五中将物語、在五中将日記（在五中将の日記）。

## 內容、構成
全125段構成，以數行程度（長的數十行、短的2～3行）的假名文和歌組成的章段描寫某男之元服到死去的生涯。因為章段的開頭表現，自古以來主人公被稱作「昔男」，物語中收錄許多歌人在原業平的和歌，所以主人公有業平的影子。
各話的內容以男女戀愛為中心，包括親子愛、主僕愛、友情、社交生活等，主角以外，登場人物中匿名的「女」或「人」相當多，所以不單是業平的故事，還有普通的人際關係之諸相描寫。

## 諸本
現在刊行的單行本、文庫本、學校等使用的教科書等引用的『伊勢物語』本文是藤原定家在天福2年（1234年）書寫的被稱作「天福本」的寫本。但是，《伊勢物語》的傳本還有以下其他的系統。這些系統大概可分成五類。
(1)定家本系統…
- (A)流布本(根源本)系統
- (B)天福本系統
  - (a)學習院大學藏本
  - (b)冷泉為和筆本
- (C)武田本系統

(2)古本
(3)真名本
(4)廣本系統
- (A)大島本
- (B)日本大學圖書館本、阿波國文庫藏本、谷森本、神宮文庫本
- (C)一誠堂本
- (D)泉州本

(5)朱雀院塗籠本

## 古注釋
- 鎌倉時代
  - 《冷泉家流伊勢物語抄》
  - 《和歌知顯集》
- 室町時代
  - 《伊勢物語愚見抄》（一條兼良）
  - 《伊勢物語肖聞抄（日语：伊勢物語肖聞抄）》（牡丹花肖柏）：宗祇「伊勢物語講談」之聞書
  - 《伊勢物語宗歡聞書》（宗長）
  - 《伊勢物語直解》（三條西實隆）
  - 《伊勢物語惟清抄》（清原宣賢）
  - 《伊勢物語闕疑抄》（細川幽斎）
- 江戸時代
  - 《伊勢物語拾穗抄》（北村季吟）
  - 《勢語臆断》（契沖）
  - 《伊勢物語童子問》（荷田春滿）
  - 《伊勢物語古意》（賀茂真淵）
  - 《伊勢物語新釋》（藤井高尚）

## 關連項目
- 物語
- 歌物語
- 大和物語
- 平中物語
- 篁物語

## 外部連結
- 伊勢物語（页面存档备份，存于）（關西大學圖書館電子展示室）
- ようこそ　伊勢物語ワールドへ（页面存档备份，存于）
- 愛知教育大學田口研究室（页面存档备份，存于）